# ان-متیل‌تریپتامین
ان-متیل‌تریپتامین (انگلیسی: N-Methyltryptamine) عضوی از کلاس شیمیایی تریپتامین جایگزین شده و یک فراورده طبیعی است که در بدن انسان از تریپتامین توسط آنزیم‌های خاص N-متیل ترانسفراز مانند ایندول‌اتیل‌آمین ان-متیل ترانسفراز بیوسنتز می‌شود. این یک جزء رایج در ادرار انسان است.  NMT یک آلکالوئید مشتق شده از L-تریپتوفان است که در پوست، شاخه‌ها و برگ‌های چندین جنس گیاهی از جمله ویرولا، آکاسیا، میموسا و دسمانتوس یافت می‌شود.